# Tour Over Europe 1980
Tour Over Europe 1980 – ostatnia europejska trasa koncertowa Led Zeppelin, która odbyła się w 1980 r.

## Program koncertów
1. "Train-Kept-A-Rollin'" (Bradshaw, Kay, Mann)
2. "Nobody's Fault But Mine" (Page, Plant)
3. "Black Dog" (Jones, Page, Plant)
4. "In the Evening" (Jones, Page, Plant)
5. "The Rain Song" (Page, Plant)
6. "Hot Dog" (Page, Plant)
7. "All My Love" (Jones, Plant)
8. "Trampled Under Foot" (Jones, Page, Plant)
9. "Since I've Been Loving You" (Jones, Page, Plant)
10. "Achilles Last Stand" (Page, Plant) (nie grane 26 czerwca i 7 lipca)
11. "White Summer"/"Black Mountain Side" (Page)
12. "Kashmir" (Bonham, Page, Plant)
13. "Stairway To Heaven" (Bonham, Page, Plant)

Bisy:
1. "Rock and Roll" (Bonham, Jones, Page, Plant)
2. "Whole Lotta Love" (Bonham, Dixon, Page, Plant, Jones)
3. "Heartbreaker" (Bonham, Jones, Page, Plant)
4. "Communication Breakdown" (Bonham, Jones, Page)
5. "Money (That's I Want)" (Gordy, Bradford)

## Lista koncertów
1. 17 czerwca 1980 - Dortmund, Niemcy - Westfalenhallen
2. 18 czerwca 1980 - Kolonia, Niemcy - Sporthalle
3. 20 czerwca 1980 - Bruksela, Belgia - Vorst Nationaal
4. 21 czerwca 1980 - Rotterdam, Holandia - Ahoy Rotterdam
5. 23 czerwca 1980 - Brema, Niemcy - Stadthalle
6. 24 czerwca 1980 - Hanower, Niemcy - Messehalle
7. 26 czerwca 1980 - Wiedeń, Austria - Stadthalle
8. 27 czerwca 1980 - Nuremberg, Niemcy - Messezentrum Halle
9. 29 czerwca 1980 - Zurych, Szwajcaria - Hallenstadion
10. 30 czerwca 1980 - Frankfurt, Niemcy - Festhalle Frankfurt
11. 2 lipca 1980 - Mannheim, Niemcy - Eisstadion
12. 3 lipca 1980 - Mannheim, Niemcy - Eisstadion
13. 5 lipca 1980 - Monachium, Niemcy - Olympiahalle
14. 7 lipca 1980 - Berlin, Niemcy - Eissporthalle